# Kairaki
Kairaki est une petite communauté rurale du district de Waimakariri, situé dans l’Île du Sud de la Nouvelle-Zélande.

## Population
Selon le recensement de 2006 en Nouvelle-Zélande, la ville de Kairaki a une population de 225 habitants.

## Toponymie
Le Ministère de la Culture et du Patrimoine de la Nouvelle-Zélande donne la translation de "mangeur de ciel (sky eater)" pour Kairaki.

## Climat
La température moyenne en été est de 16,2 °C, et en hiver est de 6,4 °C.